# Cooperpaar

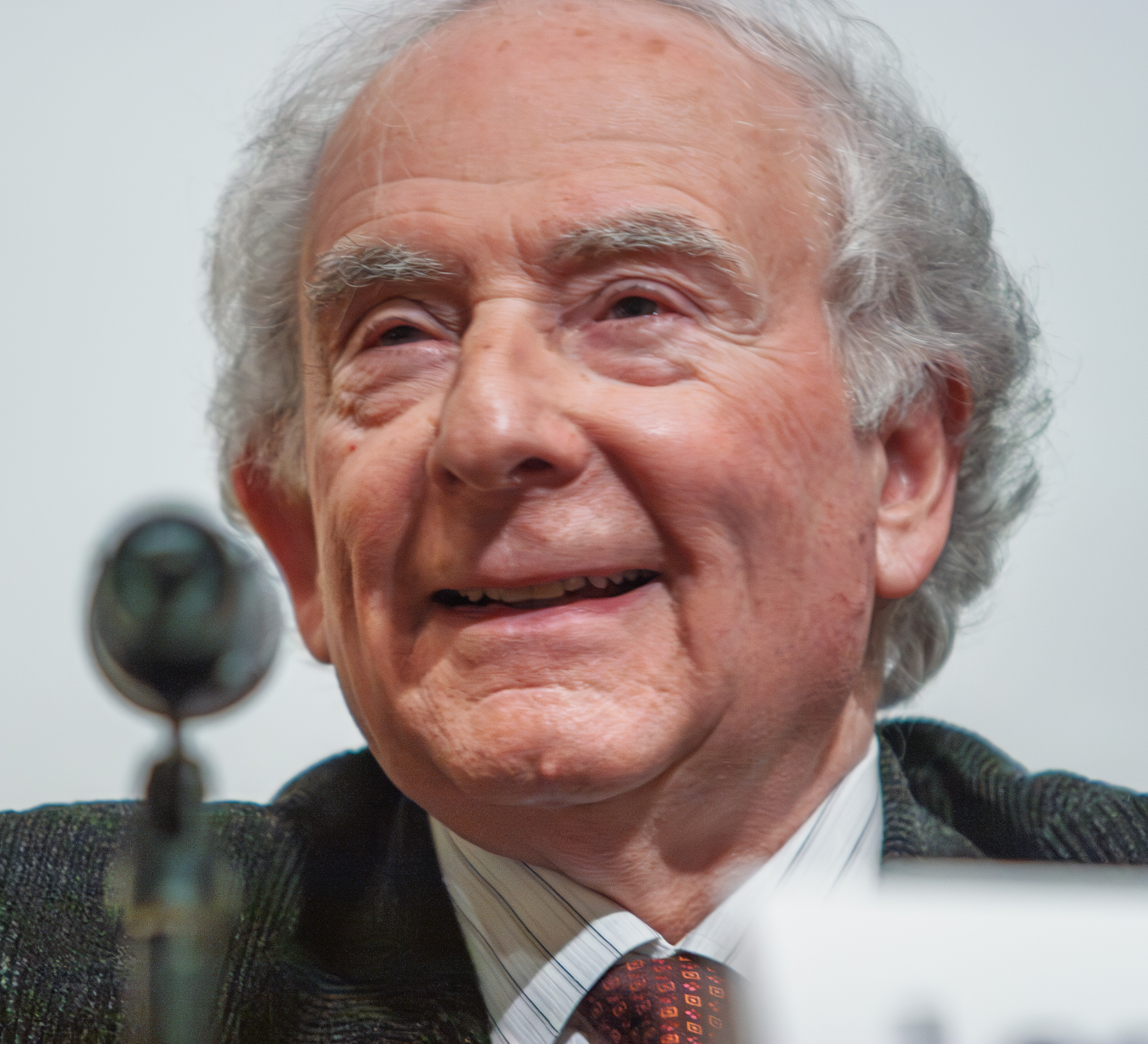
Leon Cooper in 2007

Cooperpaar is de benaming voor de wijze waarop elektronen aan elkaar zijn gebonden in een normale supergeleider. 

## Achtergrond
Deze binding is voor het eerst beschreven door de Amerikaanse natuurkundige Leon Cooper (1930-2024). Cooper liet zien dat een willekeurig kleine aantrekkingskracht tussen elektronen in een metaal ertoe kan leiden dat een paar elektronen een kleinere energie krijgt dan de fermi-energie, wat erop neerkomt dat het paar gebonden is. In normale supergeleiders is deze aantrekkingskracht een gevolg van de wisselwerking tussen elektronen en fononen (roostertrillingen).
Het cooperpaar vormt de basis van de BCS-theorie van supergeleiding die ontwikkeld is door John Bardeen, Robert Schrieffer en Cooper. Hiervoor deelden ze in 1972 de Nobelprijs voor de Natuurkunde.

## Een vereenvoudigde uitleg
De volgende uitleg geeft een enigszins intuïtief beeld van hoe cooperparen in een metaal ontstaan. In werkelijkheid is het een kwantummechanisch effect, dat niet direct te beschrijven valt met de klassieke beeldspraak hieronder.
Beschouw twee vrije elektronen (-) in een kristalrooster van positieve ionen (+):
```
       +  +  +  +  + +
                    -
       +  +  +  +  + +

       +  + +   +  +  +
           -
       +  + +   +  +  +
```

Een elektron in een metaal gedraagt zich gewoonlijk als een vrij deeltje. Het elektron wordt afgestoten door de andere elektronen, vanwege hun gelijke lading, maar wordt tegelijkertijd ook door de positieve ionen van het kristalrooster van het metaal aangetrokken. Deze aantrekking kan het kristalrooster zodanig vervormen dat andere elektronen worden aangetrokken. Dit heet de elektron-fonon-interactie. Als de temperatuur daalt, gaan de ionen van het kristalrooster minder trillen.
Wanneer één elektron door het afgekoelde kristalrooster heen beweegt, wordt het kristalrooster met positief geladen ionen lichtjes vervormd door de aantrekking van het negatief geladen elektron. De positieve ionen in de buurt van dit elektron bewegen licht naar het elektron toe. Dit geeft op die plaats een iets hogere concentratie aan positieve ladingen. Die concentratie van positieve ladingen kan dan andere elektronen aantrekken. Deze indirecte interactie zorgt voor een aantrekking tussen deze elektronen en daarmee de vorming van een zogenoemd cooperpaar. Deze paarvorming komt normaal gesproken alleen voor bij extreem lage temperaturen, en is vrij zwak, wat betekent dat de gepaarde elektronen honderden nanometers van elkaar verwijderd zijn.
Cooper dacht in eerste instantie dat een geïsoleerd paar zich vormde in een metaal. In een meer realistische situatie waarin veel elektronen paren vormen, zoals in de BCS-theorie, denkt men dat de paring een gat (Engels: gap) opent in het continue spectrum van de toegestane energietoestanden. Dit betekent dat alle excitaties van het systeem een minimale hoeveelheid energie moeten bezitten. Dit gat voor excitaties maakt supergeleiding mogelijk, doordat kleine excitaties (zoals verstrooiing van elektronen, wat normaal gesproken zorgt voor een elektrische weerstand die niet nul is) zijn verboden. Het ontstaan van dit gat is een zuiver kwantummechanisch effect, waarvoor geen eenvoudige klassieke analogie te geven is.
Herbert Fröhlich was de eerste die voorstelde dat elektronen zich zouden kunnen gedragen als paren die gekoppeld zijn door kleine vibraties in het materiaal. Een aanwijzing hiervoor was het in supergeleiders gemeten effect dat materialen met zwaardere ionen (verschillende isotopen) een lagere supergeleidende overgangstemperatuur hebben. Dit kan goed uitgelegd worden met de theorie van cooperparen. Omdat zwaardere ionen moeilijk te bewegen zijn, zou hun rooster minder gemakkelijk vervormen en andere elektronen aantrekken. Dit resulteert dan in een kleinere bindingsenergie voor de cooperparen.
De theorie van cooperparen is vrij algemeen en hangt niet af van de specifieke elektron-fononinteractie. Verschillende theoretici hebben andere paringsmechanismen voorgesteld met andere aantrekkende interacties zoals elektron-exciton-interacties of elektron-plasmon-interacties. Tot op heden zijn geen van deze alternatieve paringsinteracties daadwerkelijk waargenomen.